# Öttömös
Öttömös je vas na Madžarskem, ki upravno spada pod podregijo Mórahalmi Županije Csongrád.